# Earle Meadows

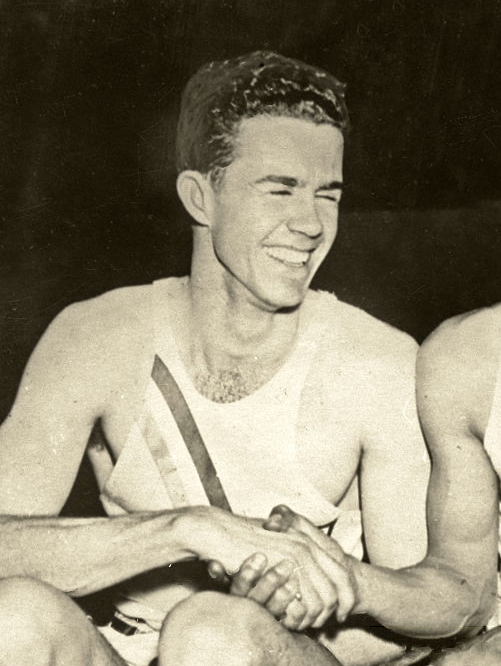
Earle Meadows bei den Olympischen Spielen 1936 in Berlin

Earle Meadows (* 29. Juni 1913 in Corinth, Mississippi; † 11. November 1992 in Fort Worth, Texas) war ein US-amerikanischer Leichtathlet, der vor dem Zweiten Weltkrieg im Stabhochsprung erfolgreich war. Er gewann olympisches Gold und sprang zwei Weltrekorde.
Da Earle Meadows zwei seiner drei NCAA-Meistertitel (1935–1937), den AAU-Titel im Jahr 1935 und auch seine beiden Weltrekorde jeweils gemeinsam mit seinem Teamkollegen William „Bill“ Sefton erzielte, wurden Meadows und Sefton die „himmlischen Zwillinge“ (The Heavenly Twins) genannt. Nur 1936 in Berlin trennten sich die „Zwillinge“: Earle Meadows wurde mit übersprungenen 4,35 m Olympiasieger, während Bill Sefton mit 4,25 m ohne Medaille blieb.
Ferner gewann Meadows dreimal die US-Hallenmeisterschaften (1937, 1940 und 1941, letztere mit Hallenbestleistung). Im Jahr 1996 wurde er postum in die National Track & Field Hall of Fame aufgenommen.

## Erfolge
- Weltrekord (gemeinsam mit Bill Sefton) mit 4,48 m (14' 8 ½") am 8. Mai 1937 in Stanford
- Weltrekord (gemeinsam mit Bill Sefton) mit 4,54 m (14' 11") am 29. Mai 1937 in Los Angeles

Ein weiterer Weltrekordversuch bei dieser Veranstaltung musste unterbleiben, da die Latte aus technischen Gründen nicht mehr höher gelegt werden konnte.
- Gold mit 4,35 m bei den Olympischen Spielen 1936 in Berlin